# Audioscopiks
Audioscopiks ist ein US-amerikanischer Kurzfilm aus dem Jahr 1935.

## Handlung
Nachdem die Zuschauer eine Anleitung für die an sie ausgegebenen 3-D-Brillen bekommen haben, werden einige Demonstrationen der filmischen 3-D-Technik vorgeführt. Verschiedene Objekte bewegen sich auf die Kamera zu: eine aus einem Fenster geschobene Leiter, der Schieber einer Posaune, eine Frau auf einer Schaukel und ein geworfener Basketball.

## Auszeichnungen
1936 wurde der Film in der Kategorie Bester Kurzfilm – Novelty für den Oscar nominiert.

## Hintergrund
Die Premiere des Films fand am 26. Dezember 1935 statt.
Der Film wird vom Produzenten Pete Smith kommentiert.